# Escale à Gibraltar
Escale à Gibraltar est le 88e roman de la série SAS, écrit par Gérard de Villiers et publié en octobre 1987 dans la collection Plon (Presses de la Cité). Comme tous les SAS parus au cours des années 1980, le roman a été édité lors de sa publication en France à 100 000 exemplaires.
L'action se déroule courant 1987 d'abord à New York, puis à Vienne et Marbella (première moitié du roman), enfin Gibraltar (seconde moitié du roman). 
Malko Linge est chargé de faire capoter un échange drogue/armes/argent.
Dans le roman, Alexandra Vogel, la compagne de Malko, ainsi que Elko Krisantem, seront à côté de lui pendant les trois quarts du récit.

## Personnages principaux

### Américains et alliés
- Malko Linge : héros du roman, Autrichien, agent contractuel de la CIA.
- Alexandra Vogel : sa compagne.
- Elko Krisantem : son majordome.
- Ron Clark : chef de la station de la CIA à Vienne.

### Autres personnages
- Donald Mills : gangster américain.
- Tony Pool : homme de main de Donald Mills.
- Raj Krishna
- Selim Al Attalah
- Diana Mangan
- Georgiu Ayotis : travaille avec Selim Al Attalah.
- Ann Grimm : agent de la CIA, maîtresse de Selim Al Attalah.
- Lucia : 15 ans, maîtresse de Selim Al Attalah.

## Résumé
Donald Mills est un gangster américain. Son homme de main et de confiance est Tony Pool. Le récit commence par l'interrogatoire sous torture puis l'exécution de Dennis Wells, un homme du gang, soupçonné d'être un agent de la DEA. Mills envoie Tony Pool en Europe pour traiter un contrat juteux : l'arrivée de plusieurs centaines de kilogrammes d'héroïne pure, en provenance d'Inde. Cette héroïne est vendue par le PLOTE, un parti  tamoul, qui délègue Raj Krishna en Europe pour vérifier la livraison de la drogue et la réception de l'argent (18 millions de dollars, valeur 1987). La drogue transite par le Pakistan, l'Afghanistan, l'Union soviétique puis à bord d'un cargo russe (le Kapitan Yakolev) qui se rend d'Odessa à Rotterdam. Après la vente, le PLOTE, avec l'argent reçu, doit acheter au Soviétique des armes avec l'aide de Selim Al Attalah, un intermédiaire syrien travaillant pour le KGB, afin de financer sa campagne de déstabilisation de Sri Lanka. Dans la mesure où il s'agit d'éviter une guerre civile au Sri Lanka, la CIA est chargée de faire capoter cet échange drogue/armes/argent. 
Alors que Malko se trouve à Vienne, il échappe à une tentative de meurtre. Accompagné d'Elko Krisantem et d'Alexandra, il se rend à Marbella pour enquêter et rencontrer Ann Grimm, maîtresse de Selim Al Attalah et agent de la CIA. Lors de leur première rencontre, elle lui révèle que Tony Pool va bientôt arriver à Marbella. À la seconde rencontre, elle précise le nom du navire et la quantité exacte de drogue. Mais on ignore le lieu et la date du déchargement. Malko sait que le navire russe ne débarquera pas la drogue à Rotterdam, mais avant. La question est de savoir où et quand...

## Autour du roman
Le roman présente des points communs avec Le Tueur de Miami (SAS no 69, 1983).